# ۹ ژوئن
۹ ژوئن صد و شصتمین (در سال‌های کبیسه صد و شصت و یکمین) روز سال در گاه‌شماری میلادی است. ۲۰۵ روز تا پایان سال باقی‌است.

## زادروزها
- ۱۶۷۲ - پتر یکم، امپراتور روسیه
- ۱۸۹۸ - کورتزیو مالاپارته، نویسنده و خبرنگار ایتالیایی
- ۱۹۶۳ - جانی دپ، بازیگر آمریکایی
- ۱۹۷۸ - میروسلاو کلوزه، بازیکن فوتبال آلمانی
- ۱۹۸۱ - ناتالی پورتمن، بازیگر اسرائیلی-آمریکایی
- ۱۹۸۴ - وسلی اسنایدر، بازیکن هلندی فوتبال
- ۱۹۹۲ – توان فان خنت، دوچرخه‌سوار اهل هلند

## درگذشت‌ها
- ۶۸ - نرون، امپراتور روم
- ۶۳۰ - شهربراز، پادشاه شاهنشاهی ساسانی[نیازمند منبع]
- ۱۸۷۰ - چارلز دیکنز، رمان‌نویس اهل انگلستان
- ۱۹۷۳ - اریش فن مانشتاین، نظامی و فیلدمارشال آلمانی
- ۱۹۸۶ - مقبوله الشلق،  حقوقدان، فعال، نویسنده و شاعر سوری.[۱]